# Josef Charous
 (septembre 2020).
Josef Charous (né le 15 juin 1894 à Polepy, mort le 5 août 1943 à Auschwitz) est un cavalier tchécoslovaque de concours complet.

## Carrière
Il participe aux Jeux olympiques d'été de 1924 à Paris et aux Jeux olympiques d'été de 1928 à Amsterdam.
Il est soldat pendant la Première Guerre mondiale. De religion catholique, il meurt dans le camp de concentration et d'extermination d'Auschwitz pendant la Seconde Guerre mondiale.